# Vic
Vic és un municipi i capital de la comarca d'Osona, al sud de la regió de l'Alt Ter i al nord-est de Catalunya. És una de les capitals de comarca de la Catalunya interior. La seva població és de 49.530 habitants (2024), segons Idescat.

## Toponímia
El nom d'aquest municipi es va escriure durant segles amb la forma Vich, segons la grafia tradicional. D'ençà de la primeria dels anys 80, la forma oficial és "Vic", en aplicació de les Normes ortogràfiques de l'Institut d'Estudis Catalans. La grafia amb "h" final es manté en el cognom Vich, i també és la que té la població homònima d'Arpitània.

## Història

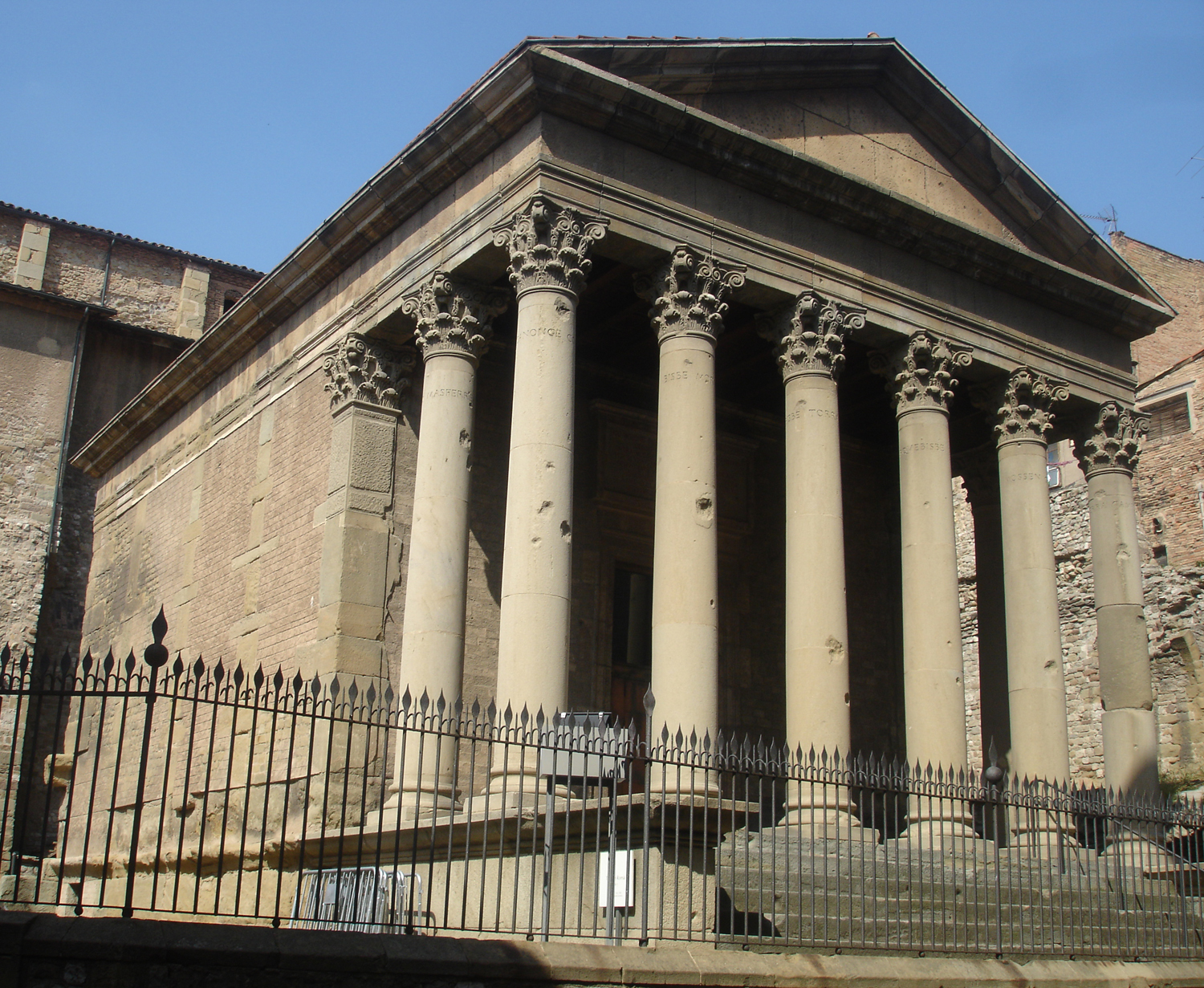
Temple romà de Vic

El nom original llatí de la població fou Ausa, com ho testimonien les monedes romanes i ibèriques que s'han conservat. La via romana més antiga documentada epigràficament a la península és la que enllaçava els poblats d'Iluro i d'Ausa, construïda entre el 120 aC i el 110 aC. A l'època visigòtica fou anomenada Ausona.
Ocupada pels àrabs vers el 715 va ésser restaurada pel comte Guifré el Pilós (879) el qual va aixecar un castell a la part alta, on hi havia el temple romà i segurament la primitiva catedral. La nova catedral es va edificar a la part baixa i entorn d'ella es creà un important raval, conegut pel Vicus ausonae, que ha donat el nom actual a la ciutat
Durant els segles viii i ix, Vic formà part de les marques que separaven les forces franques de les islàmiques. La ciutat fou destruïda el 788 durant una incursió musulmana i en la Revolta d'Aissó (825-826). Posteriorment, només un dels barris (Vicus, barri en llatí) seria reconstruït, amb el nom de Vicus Ausonensis. D'ací en derivaria el nom de Vic quan Guifré el Pilós repoblà la part alta de la ciutat el 878 i va cedir el control de la part baixa al bisbe perquè s'hi fes la seu. A partir d'aquell moment, la ciutat seria governada conjuntament pel comte de Barcelona i el bisbe de Vic. En el concili de Toluges del 1027, l'abat Oliba, bisbe de Vic, pactà amb els nobles i bisbes presents l'acord de Pau i Treva de Déu, que establia unes dates anuals en què la guerra era prohibida. La part superior o ciutat sobirana al segle xi va passar a la família dels Senescals, després refosa amb els Montcada, i el 1315 el bisbe la va cedir la part eclesiàstica a Jaume el Just
Durant el segle xviii, la ciutat fou el primer focus de la rebel·lió contra la política centralista del rei Felip V, i va sorgir un grup molt actiu d'austriacistes, coneguts com els vigatans. Fins i tot es va arribar a despenjar el retrat del rei al consistori municipal. Aquest conflicte va desembocar en la Guerra de Successió Espanyola, que acabaria comportant que Catalunya perdés les seves llibertats. Al llarg de la guerra, però, per evitar problemes, canviarien de bàndol depenent de l'exèrcit que apareixia a la rodalia de la ciutat, que finalment va ser presa el 30 d'agost de 1713, després que el diputat militar Antoni de Berenguer i de Novell l'abandonà quan el general Feliciano de Bracamonte s'hi acostava amb tropes borbòniques. La ciutat de Vic, com tota la comarca d'Osona, especialment el Lluçanès i comarques veïnes, fou escenari preponderant i nucli de les carlinades a Catalunya, essent presa en diverses ocasions tant pel bàndol carlí com l'isabelí, n'és notòria la presa de Vic durant el transcurs de la Tercera Guerra Carlina pel comandant general carlí de Catalunya, el famós Comte d'Avinyó Rafael Tristany i Parera i els seus homes, l'any 1874, abans de jurar els furs a Olot quan es restablí oficialment la Diputació General de Catalunya l'1 d'octubre d'aquell mateix any, derogada de nou un cop els carlins perden la guerra. A primers del segle xx, Vic tenia 9.500 habitants.
Durant la Guerra Civil Vic va disposar d'un aeròdrom que fins al maig de 1938 va allotjar la 2a esquadrilla de bombarders Polikàrpov R-Z Natatxes. Per altra banda, la guerra també va afectar la indústria vigatana, que es va reconvertir cap a la fi de l'any 1937 quan diversos tallers van començar a muntar i reparar caces Polikàrpov I-15. Aquesta infraestructura va atreure l'atenció feixista, que acabaria bombardejant la ciutat tres cops i un altre els afores. Els bombardejos de Vic es van cobrar desenes víctimes civils, ja que la ciutat no tenia defenses antiaèries, només sirenes d'alarma i refugis antiaeris. La ciutat cauria a mans franquistes durant l'ofensiva contra Catalunya el vespre del dia 1 de febrer, després de durs enfrontaments amb les tropes republicanes.
El 29 de maig de 1991 ETA va fer explotar un cotxe bomba a la caserna de la guàrdia civil que va matar deu persones i ferir-ne 44. Durant els Jocs Olímpics d'Estiu 1992, Vic acollí les competicions d'hoquei sobre patins.

## Història eclesiàstica

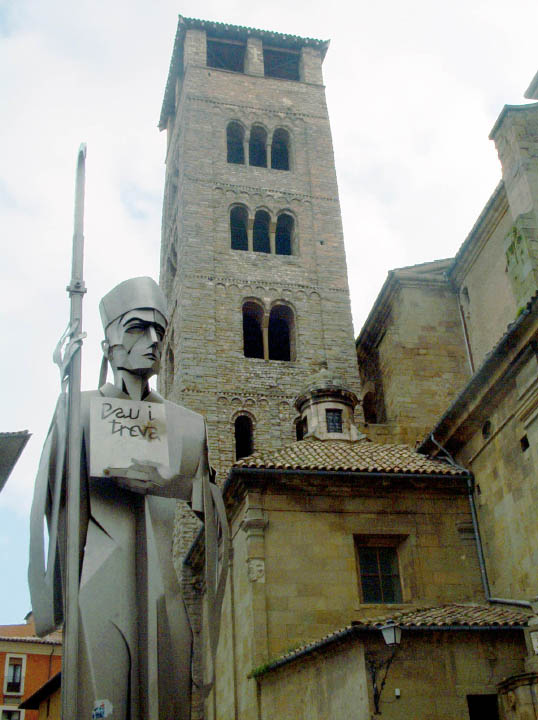
Homenatge a la Pau i Treva, davant del campanar de la catedral de Vic

El bisbat de Vic és sufragani de l'arquebisbat de Tarragona.
La introducció del cristianisme a la zona fou, de ben segur, molt primerenca, com ho proven els diversos màrtirs d'Ausa esmentats en l'època de l'emperador Deci, i el seu bisbe és un dels primers citats. De cap, tanmateix, se'n sap el nom fins al 516, quan Cinidius apareix com un dels assistents al concili provincial de Tarragona i Girona. Aquilinus (589-99) fou present al tercer concili de Toledo; Esteve, al quart i a un que tingué lloc a Ègara; Dominus, al sisè; Guericus, al vuitè, i Wisefredus envià el seu vicari al tretzè i assistí en persona al quinzè i al setzè. Aquest bisbe fou el darrer abans de la invasió musulmana.
La reconquesta de Vic començà en el temps de Lluís I el Pietós, que confià el govern de la ciutat al comte Borrell. Dels afers eclesiàstics, en tenia cura l'arquebisbat de Narbona. El 826, la ciutat caigué novament en mans dels moros, fins que la recuperà Guifré el Pelós, comte de Barcelona. Aquest aconseguí que l'arquebisbe de Narbona consagrés Gotmar com a bisbe de Vic.
El bisbe Ató (960-72) és digne de menció com a gran promotor d'estudis. Molts estudiosos aprofitaren els avantatges oferts per les seva reforma, entre els quals destaca el monjo Gerbert d'Aurillac, que més endavant seria el Papa Silvestre II.
Segurament, el bisbe més famós de Vic fou l'Abat Oliba, fill del comte de Besalú, que amb l'ajut d'Ermessenda de Carcassona, comtessa de Barcelona, construí i decorà ricament la catedral. La dedicació tingué lloc el 31 d'agost de 1038. En l'època del seu successor, Guillem de Balsareny, hom trobà a Vic les relíquies dels sants patrons Llucià i Marcià. Berenguer Sunifred de Lluçà reformà el capítol catedralici, en va expulsar els membres laxos i va restablir l'observança regular.
Més recentment, Josep Morgades i Gili mereix una atenció especial, perquè restaurà el monestir de Ripoll, en ruïnes per l'abandonament i el pillatge, i en consagrà novament l'església l'1 de juliol del 1893. També fundà el Museu Episcopal de Vic, on aplegà i conservà molts tresors medievals que s'havien guardat a les esglésies de la diòcesi. El succeí Josep Torras i Bages, bisbe i escriptor, i màxim representant del catalanisme conservador i catòlic.
D'entre els molts religiosos fills de la diòcesi destaca Sant Antoni Maria Claret.

## Geografia i ubicació
- Llista de topònims de Vic (Orografia: muntanyes, serres, collades, indrets..; hidrografia: rius, fonts...; edificis: cases, masies, esglésies, etc).

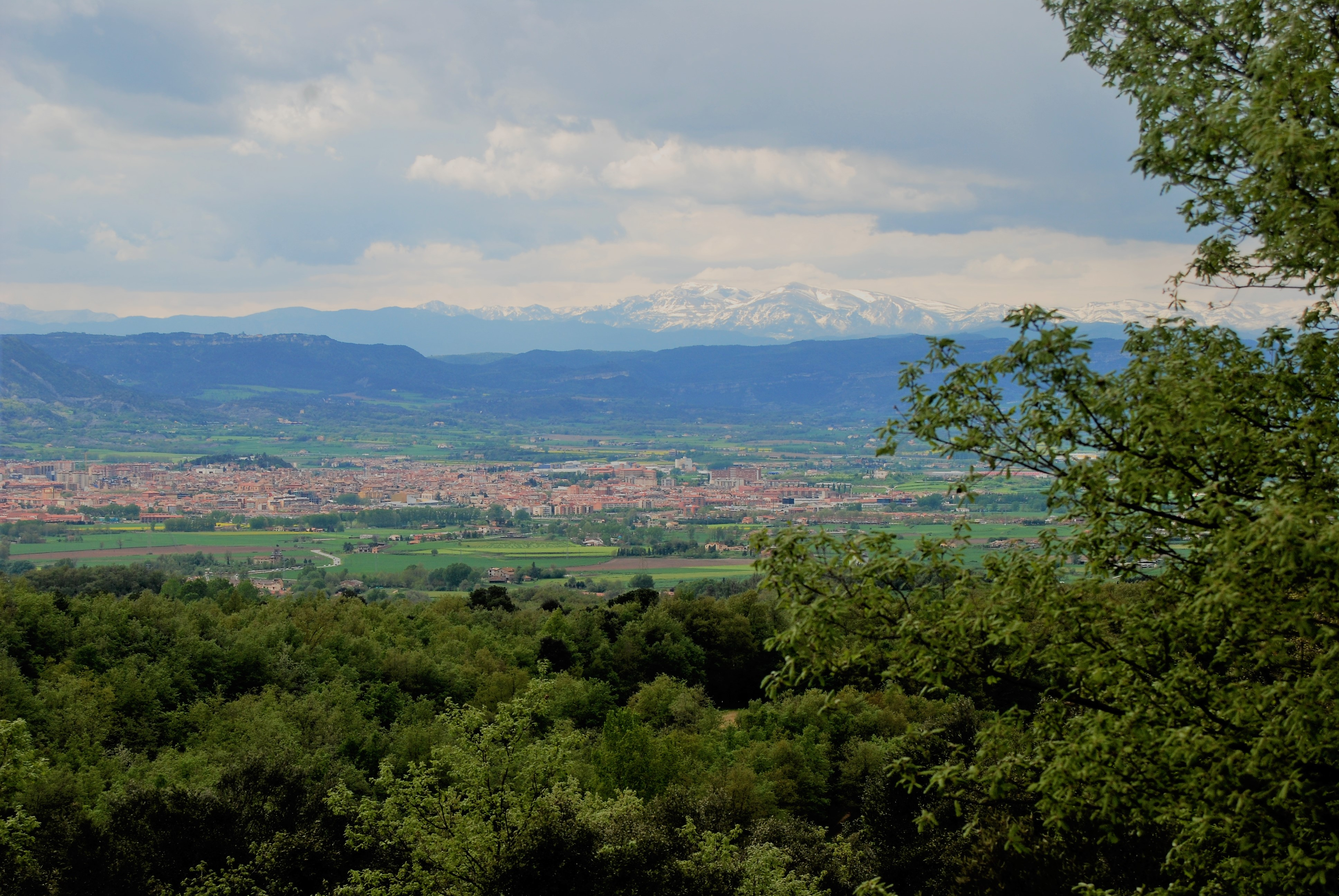
Vic, ubicada al centre de la plana

Vic està situat al nord-est de Catalunya. És la capital de la comarca d'Osona i està situada al centre de la plana de Vic. És a uns 70 quilòmetres al nord de Barcelona i a uns 65 quilòmetres de distància de Girona. Pel que fa a l'altitud gran part de la ciutat està a prop dels 500 metres sobre el nivell del mar. Vic té bones comunicacions amb la resta de Catalunya gràcies a la construcció de l'eix transversal (C-25) i l'autovia C-17. A més la ciutat té una estació de la línia de ferrocarril de Rodalies Barcelona - Puigcerdà (R3).

## Clima
La Plana de Vic és famosa per la boira a l'hivern, fenomen afavorit per la inversió tèrmica que pot arribar a temperatures fredes al voltant de -10 °C. El clima és continental amb influència mediterrània en les precipitacions. Les temperatures són extremes a l'hivern i a l'estiu, amb forta oscil·lació tèrmica.

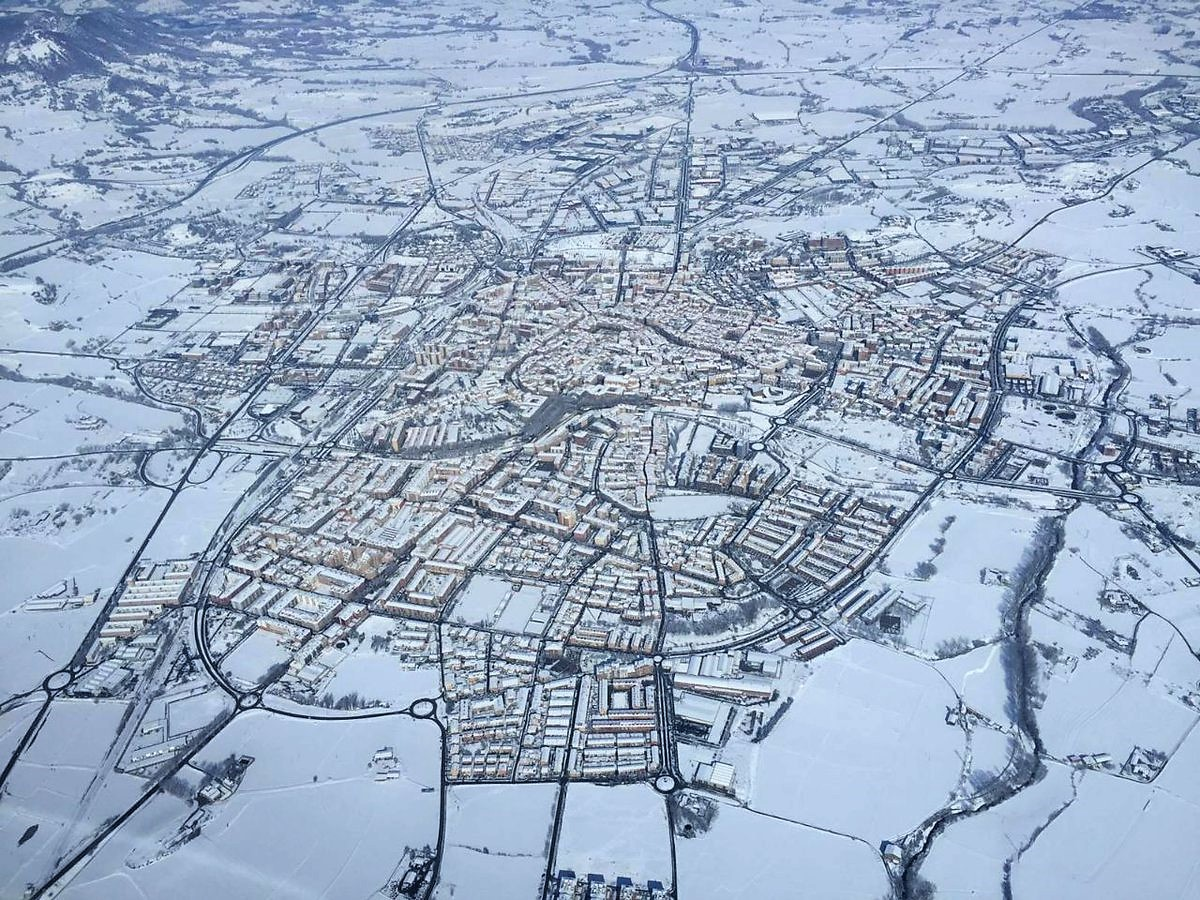
La ciutat de Vic, febrer de 2018

Destaquen per exemple temperatures registrades de -20ºc l'any 1985 o els -17ºc del 25 de desembre del 2001, en canvi alguns estius les temperatures han fregat els 40ºc. La precipitació és abundant sobretot durant la primavera, tardor, i durant els estius gràcies a les intenses tempestes de tarda, la humitat és sempre elevada i durant els hiverns es poden formar denses boires i alguns dies nevar. Això es fa palès a la vegetació on predomina el roure martinenc al fons de la plana. Segons la classificació climàtica de Köppen, el clima de Vic seria oceànic (Cfb) per raó dels seus hiverns freds i estius plujosos amb abundants tempestes, però vorejant el clima Cfa (juliol, 21.9 °C) que l'acostarien als climes submediterranis de l'est de França, nord d'Itàlia, Balcans i nord d'Anatòlia.
| Dades climàtiques a Vic (1950-2015) 500m | Dades climàtiques a Vic (1950-2015) 500m | Dades climàtiques a Vic (1950-2015) 500m | Dades climàtiques a Vic (1950-2015) 500m | Dades climàtiques a Vic (1950-2015) 500m | Dades climàtiques a Vic (1950-2015) 500m | Dades climàtiques a Vic (1950-2015) 500m | Dades climàtiques a Vic (1950-2015) 500m | Dades climàtiques a Vic (1950-2015) 500m | Dades climàtiques a Vic (1950-2015) 500m | Dades climàtiques a Vic (1950-2015) 500m | Dades climàtiques a Vic (1950-2015) 500m | Dades climàtiques a Vic (1950-2015) 500m | Dades climàtiques a Vic (1950-2015) 500m |
| Mes                                      | gen                                      | febr                                     | març                                     | abr                                      | maig                                     | juny                                     | jul                                      | ag                                       | set                                      | oct                                      | nov                                      | des                                      | anual                                    |
| ---------------------------------------- | ---------------------------------------- | ---------------------------------------- | ---------------------------------------- | ---------------------------------------- | ---------------------------------------- | ---------------------------------------- | ---------------------------------------- | ---------------------------------------- | ---------------------------------------- | ---------------------------------------- | ---------------------------------------- | ---------------------------------------- | ---------------------------------------- |
| Màxima mitjana °C (°F)                   | 7.8 (46)                                 | 9.6 (49.3)                               | 14.3 (57.7)                              | 17.1 (62.8)                              | 21.0 (69.8)                              | 25.5 (77.9)                              | 28.8 (83.8)                              | 28.2 (82.8)                              | 24.1 (75.4)                              | 18.5 (65.3)                              | 12.8 (55)                                | 8.7 (47.7)                               | 17.6 (63.7)                              |
| Mínima mitjana °C (°F)                   | −2.5 (27.5)                              | −1.3 (29.7)                              | 2.1 (35.8)                               | 4.4 (39.9)                               | 7.6 (45.7)                               | 11.1 (52)                                | 14.9 (58.8)                              | 14.5 (58.1)                              | 11.8 (53.2)                              | 7.1 (44.8)                               | 1.5 (34.7)                               | −1.6 (29.1)                              | 5.5 (41.9)                               |
| Precipitació mitjana mm (polzades)       | 37.6 (1.48)                              | 35.3 (1.39)                              | 49.5 (1.949)                             | 61.7 (2.429)                             | 86.8 (3.417)                             | 73.9 (2.909)                             | 54.7 (2.154)                             | 92.2 (3.63)                              | 82.4 (3.244)                             | 73.6 (2.898)                             | 63.5 (2.5)                               | 48.1 (1.894)                             | 759.3 (29.894)                           |
| Mitjana de dies de neu                   | 2                                        | 2                                        | 0.5                                      | 0.0                                      | 0.0                                      | 0.0                                      | 0.0                                      | 0.0                                      | 0.0                                      | 0.0                                      | 0.5                                      | 1                                        | 3                                        |
| Mitjana de dies de gelada                | 20                                       | 16                                       | 10                                       | 2                                        | 0,5                                      | 0.0                                      | 0.0                                      | 0.0                                      | 0.0                                      | 1                                        | 8                                        | 18                                       | 70                                       |
| Font: Servei Meteorològic de Catalunya   |                                          |                                          |                                          |                                          |                                          |                                          |                                          |                                          |                                          |                                          |                                          |                                          |                                          |

## Educació[12]

### Centres públics
- Escola bressol Serra de Sanferm
- Escola bressol Caputxins
- Escola bressol Horta Vermella
- Escola La Sínia (educació infantil i primària)
- Escola Vic-Centre (educació infantil i primària)
- Escola Andersen (educació infantil i primària)
- Escola Doctor Joaquim Salarich (educació infantil i primària)
- Escola Guillem de Mont-rodon - Sant Miquel (educació infantil i primària)
- Escola Sentfores (educació infantil i primària)
- Institut Jaume Callís (educació secundària obligatòria, batxillerat i cicles formatius de grau mitjà i superior)
- Institut La Plana (educació secundària obligatòria i batxillerat)
- Institut de Vic (educació secundària obligatòria, batxillerat i cicles formatius de grau mitjà i superior)
- Escola d'Art i Superior de Disseny de Vic (batxillerat i cicles formatius de grau mitjà i superior)
- Centre de Formació d'Adults Montseny

### Centres concertats
- Centre Pedagogia Terapèutica Estel (educació especial)
- Escola Dominiques Vic (educació infantil i primària)
- Col·legi Escorial (educació infantil i primària, educació secundària obligatòria i batxillerat)
- Col·legi Pare Coll (educació infantil i primària i educació secundària obligatòria)
- Col·legi Sagrat Cor (educació infantil i primària i educació secundària obligatòria)
- Col·legi Sant Miquel dels Sants (educació infantil i primària, educació secundària obligatòria i batxillerat)

### Centres privats
- Centre de Perruqueria i Estètica Escola Taller (cicles formatius de grau mitjà i superior)
- Centre d'Estudis el Seminari (cicles formatius de grau mitjà i superior)
- Llar d'infants Sentfores
- Llar d'infants Cucut
- Llar d'infants El Meu Jardí
- Llar d'infants L'Esquitx
- Llar d'infants Vedruna

### Altres Centres

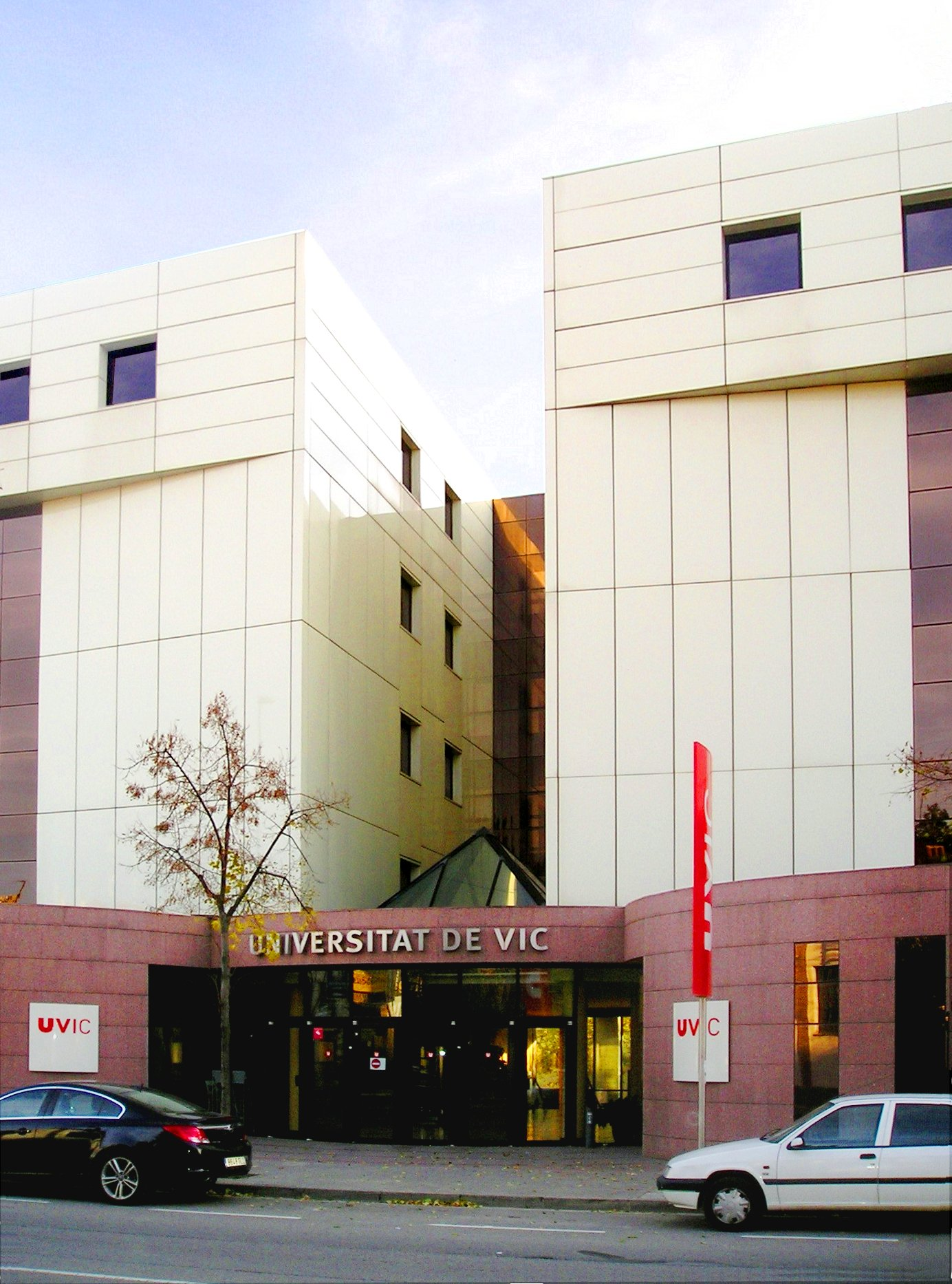
Vista exterior de la Universitat de Vic

- Universitat de Vic, Universitat Central de Catalunya. (estudis universitaris)
- La Farinera, Centre d'Arts Visuals de Vic
- Aula de Formació Continuada
- Escola de Música i Conservatori de Vic (estudis musicals)
- Centre de Normalització Lingüística d'Osona
- Institut del Teatre Centre d'Osona
- Escola d'Educadors d'Osona
- Escola Oficial d'Idiomes d'Osona

També hi ha centres que ofereixen Programes de Qualificació Professional Inicial (PQPI).

## Esports
- L'any 1992 va ser subseu olímpica dels Jocs Olímpics de Barcelona'92 en la modalitat d'hoquei patins.
- El Club Patí Vic és l'equip d'hoquei de la ciutat, que juga a l'OK Lliga, la màxima categoria estatal.
- El Club Bàsquet Vic és l'equip de bàsquet de la ciutat que va arribar en la LEB Or. La temporada 2017/18 participa a la Lliga EBA després d'ascendir de Copa Catalunya.
- Un dels esports més populars de Vic és l'atletisme, ja que disposa de les pistes d'atletisme del Club Atlètic Vic que es va crear l'any 1929. També disposa d'un equip de rugbi, els Crancs del Club Atlètic Vic, que actualment juga a la categoria de segona catalana.
- Vic té dos clubs de futbol. Per una banda, hi ha la Unió Esportiva Vic, que juga a l'Estadi Hipòlit Planàs de Vic, i que milita a Lliga Elit; per l'altra, hi ha l'OAR Vic, un club dedicat a la formació que té la seu a l'Estadi Torras i Bages, al barri de l'Estadi. Aquest club militava a Tercera Catalana la temporada 2024-2025.
- Els Sagals d'Osona són una colla castellera de Vic fundada l'any 1997. La presentació oficial de la colla va ser el 5 d'abril de 1998 a la plaça de Vic, acompanyada pels Castellers de Vilafranca i pels Xics de Granollers.
- El Grup Sardanista Riallera és una entitat sardanista de Vic fundada l'any 1948. Actualment ballen les colles Riallera (grans), Montseny (juvenils) i Arquiris (infantils).
- També hi ha altres clubs esportius, com el Club Handbol Vic, el Club Tennis Vic, el Club Gimnàstic Osona i el Vic Tennis Taula

## Gastronomia
La ciutat és famosa pels embotits, entre els quals sobresurt la llonganissa de Vic, si bé el més conegut és una de les seves variants comercials, el fuet. Cal destacar que el porc esdevé l'aliment bàsic de la gastronomia vigatana i osonenca sobretot gràcies a les característiques ambientals de la zona, que fan dels productes sortints com la llonganissa o la botifarra únics i característics.

## Turisme, cultura i monuments

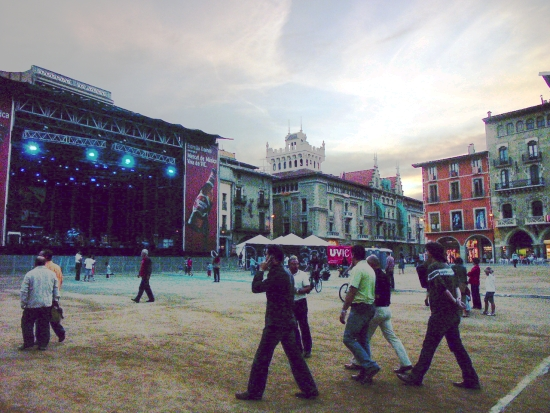
La plaça Major amb un escenari del Mercat de Música Viva.

És una ciutat que té un dels conjunts medievals més suggestius de Catalunya, fou votat com una de les set meravelles de Catalunya el 2007. El centre del nucli antic és la plaça del Mercadal o plaça Major, en què destaquen diversos edificis modernistes, porxades i torres. El Museu Episcopal de Vic acull una de les millors col·leccions d'Art Medieval català i està declarat museu d'interès nacional per la Generalitat de Catalunya.
Dos dels monuments més importants són:
- La Catedral de Vic
- El Temple romà de Vic

Es discuteix quina va ser la primera església catedralícia de Vic, si Sant Pere Apòstol o bé Santa Maria la Rodona. Durant segles, els bisbes celebraren la primera Missa de Nadal a Santa Maria, i la tercera, a Sant Pere. L'església de Santa Maria, molt antiga, fou reconstruïda des dels fonaments pel canonge Guillem Bonfil el 1140 i va ser consagrada al cap de quaranta anys pel bisbe Pere de Redorta. Hom l'aterrà el 1787 per fer espai per a la nova catedral.
La catedral original, de nau única, parets gruixudes i poques finestres, fou substituïda per la que edificà l'Abat Oliba. Dos-cents anys més tard, Ramon d'Anglesola ja publicava una carta pastoral exhortant els fidels a contribuir a la reparació de l'edifici. El 1401, el bisbe Diego de Heredia hi afegí un transsepte, i el 1585 s'obrí la porta de Sant Joan. Amb el temps, però, una reconstrucció completa fou cada vegada més necessària, i cap a finals del segle xvii es va enderrocar la catedral per fer-ne una de nova planta. La primera pedra del nou temple es posà el 24 de setembre de 1781, i es consagrà el 15 de setembre del 1803. És un edifici de disseny clàssic, una combinació dels estils dòric i toscà, amb una façana de pedra blanca enriquida amb una bonica balustrada. Té tres entrades, corresponents a les tres naus, i estàtues colossals dels seus sis patrons. L'interior és corinti. De la catedral medieval, només se'n va conservar l'altar d'alabastre, d'estil gòtic, donatiu de principis del segle xv de Bernard Despujol, i el campanar i la cripta, romànics. D'entre les capelles laterals destaca la de Sant Bernat Calbó (bisbe de Vic entre 1233 i 1243), que participà amb Jaume el Conqueridor en la conquesta de València. El claustre, de dos pisos i d'estil gòtic, és de gran bellesa. També es pot admirar la porta gòtica que mena a la sala capitular.
El seminari conciliar fou començat el 1635 per Gaspar Gil i fou acabat, per ordre del Sant Pare Benet XIV, pel bisbe Manuel Muñoz Guil el 1748. El seminari modern se situa a l'antiga escola dels jesuïtes. Alguns dels preveres que s'hi han format han tingut molta anomenada, com el filòsof Jaume Balmes i el poeta Jacint Verdaguer, autor de L'Atlàntida. El palau episcopal fou destruït en la guerra dels Segadors i no es va refer completament fins a l'època del bisbe Francesc de Veyán y Mola, a començaments del segle xix. El seminari acull també el Museu Arqueològic de Vic.

### Museus
- Museu Episcopal de Vic
- Museu Balmes
- Museu Claretià
- Museu de l'Art de la Pell de Vic [14]

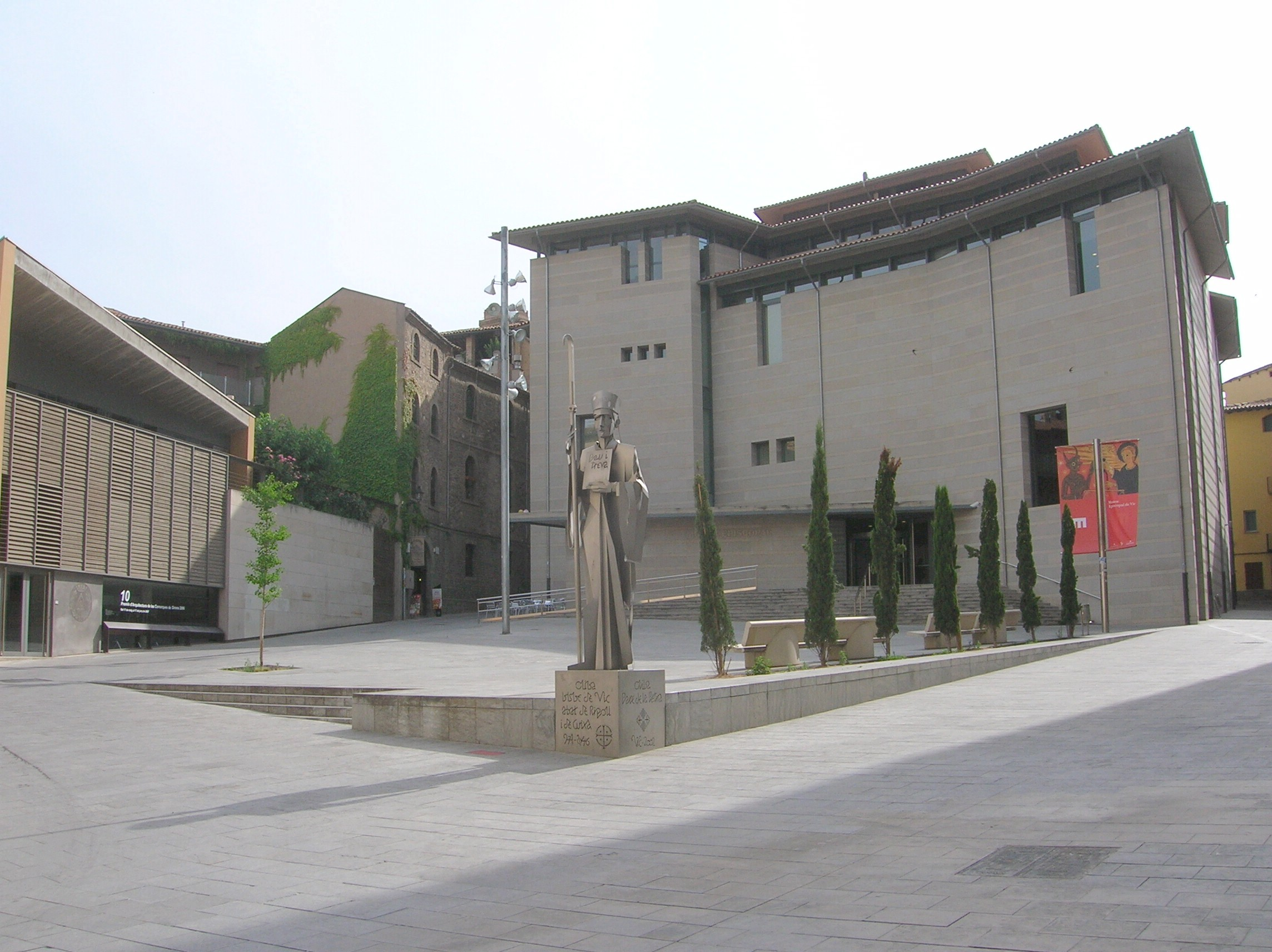
Façana del MEV (Museu Episcopal de Vic)

El Museu Episcopal de Vic (MEV) és un museu d'art medieval especialitzat en art litúrgic, pintura i escultura del període gòtic i romànic català, situat al costat de la Catedral de Vic, a la comarca d'Osona. Està declarat museu d'interès nacional per la Generalitat de Catalunya. El Museu Episcopal de Vic el va inaugurar el bisbe Josep Morgades i Gili l'any 1891, recollint l'esforç realitzat per un grup d'intel·lectuals i clergues de Vic de l'època de la Renaixença per recuperar el patrimoni artístic català i durant més de cent anys ha continuat amb la seva missió de conservar, estudiar, exhibir i difondre els seus fons de valor excepcional que des de l'any 2002 estan ubicats en un nou edifici fet a mida de les col·leccions. 

### Llocs d'interès cultural
- Vicpuntzero

Aquest espai inaugurat al 21 d'abril de 2021, recull en un únic lloc dos mil anys d'història de la ciutat de Vic. L'exposició de Vicpuntzero està situada al conjunt arquitectònic de l'església de la Pietat situada al costat del Temple Romà, englobant el campanar, la Capella Fonda (jaciment arqueològic), la nau central de l'església de la Pietat i la Capella dels Sants Màrtirs. Es va decidir realitzar aquesta mostra en aquesta zona de la ciutat, ja que és on els romans van començar a edificar la seva població: Auso. A més, al llarg de la història de Vic altres civilitzacions d'altres èpoques, com per exemple els habitants de període medieval, van edificar sobre el mateix punt de la ciutat. Per aquests motius la zona de l'església de la Pietat és on convergeixen totes les etapes històriques de la capital d'Osona, des dels seus inicis fins a l'actualitat.
Cal dir que aquesta exposició utilitza tecnologies modernes per explicar el passat. Al llarg de la visita per l'espai s'explica la història de Vic a través d'una visita guiada, experiències immersives i projeccions mappings. Específicament, la zona on trobem totes aquestes obres audiovisuals és la Capella Fonda. Primer de tot, amb l'ús d'efectes lumínics i música, comptant amb l'explicació del guia, l'espectador viatge al naixement de la ciutat observant les restes arqueològiques presents en l'espai. Finalment, una vegada acabat el recorregut per l'espai, en la mateixa capella, es projecta el vídeo mapping titulat Vic, un viatge pel temps i l'art de quinze minuts de durada que recull l'evolució de Vic començant pel seu naixement amb els Romans fins al segle xxi.

### Tradicions
Vic està en ple renaixement geganter. Des del 2010 fins a l’actualitat, la ciutat ha inaugurat dos gegants (Llucià i Mercè) i dos gegantons (Muley-Abbas i Ermessenda) ; aquests van vestits com hi anaven abans els actuals gegants centenaris de Vic, els Comtes d'Osona, però en versió per a canalla, un Lleó i recuperat la vestimenta original dels gegants centenàris de la ciutat.

#### Festa de Sant Miquel dels Sants

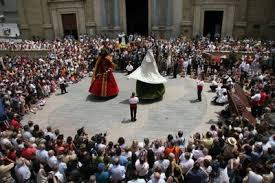
Els Comtes d'Osona ballant pel seguici de Sant Miquel dels Sants.

El dia 5 de juliol se celebra Sant Miquel dels Sants (Festa Major) que s'ha convertit en un interès nacional. L'any 2016 Vic va esdevenir capital de la Cultura Catalana i Vic demostra a Catalunya que la seva cultura popular ha ressuscitat. Centenars de persones hi assisteixen i cada any més. Durant els dies de Sant Miquel dels Sants, se celebra la multitudinària Crida de Festa Major on els tres caps de Llúpia cada un representats per un color (verd, negre, vermell) juntament amb centenars de persones recorren la ciutat en cercavila i es troben tots tres a la Plaça de la Catedral on s'hi respira un ambient molt sentimental i de Festa Major.
El dia de Lluïment s'esdevé el dia 5 de juliol on amb l'olor de l'espigol pel Carrer Sant Miquel. L'Àliga, Gegants Comtes, els Gegants Pubills, els Gegantons, Cavalls Cotoners, Lleó, Bou i Mulassa i juntament amb els grallers, la Banda Municipal de la Ciutat de Vic, i la Cobla Principal Vigatana. Actualment s’han iniciat els tràmits per tal que la festivitat sigui declarada Bé Cultural d’Interés Nacional per la Generalitat de Catalunya

## Economia

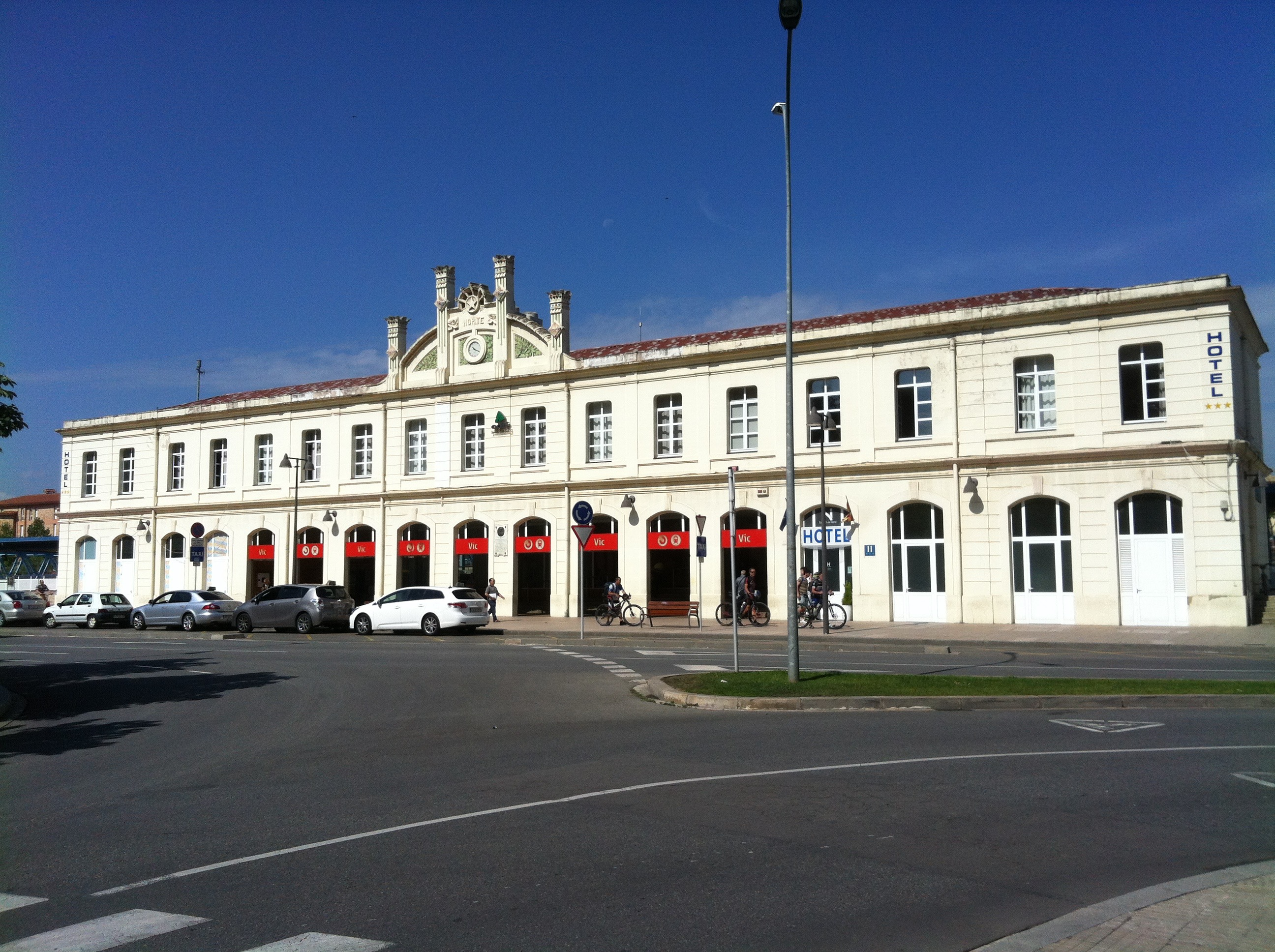
Estació de Vic.

Durant segles, l'activitat industrial i comercial principal de la ciutat ha estat la indústria tèxtil, avui gairebé desapareguda. Les explotacions ramaderes i les indústries transformadores del sector primari conviuen amb un teixit industrial molt diversificat, i amb un sector comercial i de serveis en creixement. La millor mostra d'aquesta economia viva és el Mercat del Ram, la fira més tradicional i important de la ciutat. És, així mateix, ciutat universitària, amb estudiants d'arreu d'Osona i de les comarques interiors de Catalunya, sense oblidar un bon nombre d'habitants de l'àrea de Barcelona que hi acudeixen amb tren. El centre històric és ple de bars, restaurants, associacions, tallers i oficines, que testimonien la vitalitat econòmica de Vic.
Des del 1989 s'hi organitza anualment el Mercat de Música Viva de Vic, una de les fires musicals més importants. La ciutat és famosa per les seves botifarres i altres derivats del porc, especialment el fuet, una botifarra curada prima. La fabricació de botifarres curades i embotits és hereva de la llarga tradició de la plana de Vic en la indústria porcina.
Finalment, des del 1996 se celebra de forma anual i a principis de desembre el Mercat Medieval de Vic. La fira, que es concentra al centre històric de la capital osonenca, pretén recrear l'època medieval amb uns expositors que proposen una oferta àmplia i variada, des de joieria, passant per formatgeria, xocolateria, entre d'altres. Cal destacar, d'una banda, les botigues de menjar locals que aprofiten per oferir els productes de la terra (embotits, sobretot), i per l'altra, la representació de l'Assalt de l'Altarriba, una obra teatral que s'interpreta a diferents punts (exclusius) del centre històric que es basa en uns fets del segle xv de la mateixa ciutat. Activitats infantils, música, balls, espectacles, la recreació d'oficis medievals i l'exhibició d'aus rapinyaires fan d'un mercat medieval autèntic que acull, de mitjana, entre 200.000 i 300.000 visitants en només quatre dies.

## Demografia
| 1497 f | 1515 f | 1553 f | 1717  | 1787  | 1857   | 1877   | 1887   | 1900   | 1910   |
| ------ | ------ | ------ | ----- | ----- | ------ | ------ | ------ | ------ | ------ |
| 592    | 545    | 614    | 4.911 | 9.193 | 14.343 | 13.087 | 12.113 | 12.105 | 12.720 |

| 1920   | 1930   | 1940   | 1950   | 1960   | 1970   | 1981   | 1990   | 1992   | 1994   |
| ------ | ------ | ------ | ------ | ------ | ------ | ------ | ------ | ------ | ------ |
| 13.992 | 15.005 | 15.516 | 16.975 | 20.303 | 25.906 | 30.057 | 29.078 | 28.971 | 28.971 |

| 1996   | 1998   | 2000   | 2002   | 2004   | 2006   | 2008   | 2010   | 2012   | 2014   |
| ------ | ------ | ------ | ------ | ------ | ------ | ------ | ------ | ------ | ------ |
| 30.397 | 30.739 | 31.533 | 33.935 | 36.571 | 38.747 | 38.964 | 40.422 | 41.191 | 41.956 |

| 2016   | 2018   | 2020   | 2022   | 2024   | 2026 | 2028 | 2030 | 2032 | 2034 |
| ------ | ------ | ------ | ------ | ------ | ---- | ---- | ---- | ---- | ---- |
| 43.287 | 45.040 | 47.630 | 47.545 | 49.530 | -    | -    | -    | -    | -    |

El 1932 incorpora el municipi de Sentfores.
Els immigrants es concentren de manera significativa en els barris de l'Estadi (amb un 47,54% d'immigració el 2019, immigrants provinents especialment del Marroc, Ghana, la Xina i l'Índia); i El Remei (amb un 45,19% de població immigrada, especialment de Ghana, el Marroc i l'Índia, però també de Nigèria i el Senegal).

## Administració
| Període     | Alcalde o alcaldessa            | Partit polític      | Data de possessió | Observacions |
| ----------- | ------------------------------- | ------------------- | ----------------- | ------------ |
| 1979–1983   | Ramón Montaña Salvans           | CIU                 | 19/04/1979        | --           |
| 1983–1987   | Ramón Montaña Salvans           | CIU                 | 28/05/1983        | --           |
| 1987–1991   | Pere Girbau Bover               | CIU                 | 30/06/1987        | --           |
| 1991–1995   | Pere Girbau Bover               | CIU                 | 15/06/1991        | --           |
| 1995–1999   | Jacint Codina Pujols            | CIU                 | 17/06/1995        | --           |
| 1999–2003   | Jacint Codina Pujols            | CIU                 | 03/07/1999        | --           |
| 2003–2007   | Jacint Codina Pujols            | CIU                 | 14/06/2003        | --           |
| 2007–2011   | Josep Maria Vila d'Abadal Serra | CIU                 | 16/06/2007        | --           |
| 2011–2015   | Josep Maria Vila d'Abadal Serra | CIU                 | 11/06/2011        | --           |
| 2015–2019   | Anna Erra i Solà                | CIU                 | 13/06/2015        | --           |
| 2019-2023   | Anna Erra i Solà                | Junts per Catalunya | 15/06/2019        | --           |
| Des de 2023 | Albert Castells                 | Junts per Catalunya | 17/06/2023        | --           |

## Política
| Candidatura | Candidatura               | Cap de llista                   | Vots                            | Regidors | % vots |
| ----------- | ------------------------- | ------------------------------- | ------------------------------- | -------- | ------ |
|             | Junts per Vic             | Albert Castells i Vilalta       | 4.027                           | 8        | 29,77% |
|             | ERC Vic - AM              | Maria Balasch i Pla             | 1.973                           | 3        | 14,58% |
|             | CUP-PA Vic                | Carla Dinarès Ayats             | 1.727                           | 3        | 12,76% |
|             | APL Vic                   | Fransesc Xavier Farrés i Fabré  | 1.502                           | 2        | 11,10% |
|             | PSC Vic - PM              | Miquel Ylla Boré                | 1.281                           | 2        | 9,47%  |
|             | SOMI                      | Josep Anglada Rius              | 1.193                           | 2        | 8,82%  |
|             | Vic En Comú Podem - Sumar | Arnau Martí Danés               | 738                             | 1        | 5,45%  |
|             | PPC Vic                   | Pau Ferran Navarro              | 523                             | 0        | 3,86%  |
|             | VOX Vic                   | Joan Carles Fuentes Linares     | 189                             | 0        | 1,39%  |
|             | En blanc                  | -                               | 371                             | -        | -      |
|             | Nuls                      | -                               | 312                             | -        | -      |
| Total       | Total                     | 13.836 (50,15% de participació) | 13.836 (50,15% de participació) | 21       | 100%   |

### Declaració d'independència

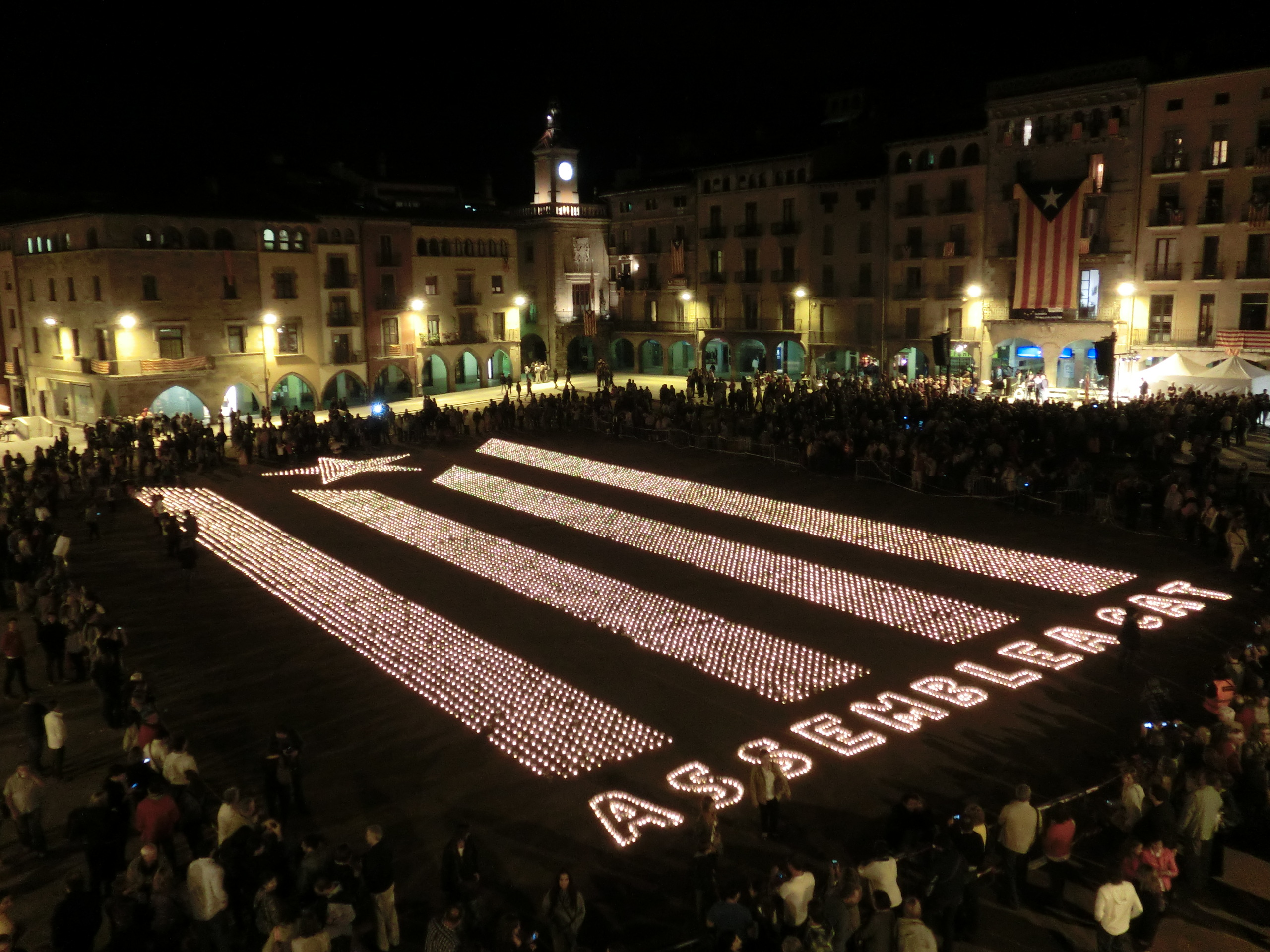
Estelada d'espelmes a la plaça Major de Vic

El 17 de setembre del 2012, Vic es va proclamar Territori Català Lliure i va ser el tercer municipi d'Osona a declarar-s'hi després de Sant Pere de Torelló i Calldetenes.

## Vigatans il·lustres i fills il·lustres[24]
Categoria principal: Vigatans
- Aulus Mevi (s. I a.C.), militar sota el cònsol Lúcul i militar romà.
- Andreu Febrer (1375/80-1444?), il·lustre trobador.
- Joan Alemany (segle xvi), metge i astròleg.
- Sant Miquel dels Sants (1591-1625), patró de la ciutat.
- Ramon Sala i Saçala (1665-1697), veguer i batlle de Vic.
- Llucià Gallissà i Costa (1731-1810), humanista, bibliotecari i erudit.
- Gabriel de Avilés y del Fierro (1735-1810), marquès d'Avilés, militar i funcionari a les Índies.
- Josep Francesc de Ferrer de Llupià Brossa (1764-1826), Baró de Savassona i senyor d'Esparreguera, Olost, Cererols i Sau.
- Llucià Casadevall i Duran (1785-1852), vicari capitular des del 1837 i bisbe de Vic.
- Jaume Llucià Balmes i Urpià (1810-1848), filòsof i teòleg.
- Segimon Riera (1821-1864), religiós i missioner.
- Josep Giró i Turà (1813-1881), farmacèutic i catedràtic.
- Marià Aguilar i Casadevall (1810-1883), bibliotecari episcopal.
- Josep Sadoc Alemany i Conill (1814–1888), missioner catòlic i bisbe català, primer arquebisbe de San Francisco, Califòrnia.
- Joaquim Salarich i Verdaguer (1816-1884), historiador, metge i novel·lista.
- Josep Xifré i Mussach (1817-1899), religiós català, cofundador i tercer superior general de la Congregació dels Missioners Fills de l'Immaculat cor de Maria.
- Bernat Calvó Puig i Capdevila (1819-1880), músic i compositor.
- Pau Parassols i Pi (1824-1902) sacerdot, historiador i escriptor.
- Jaume Collell i Bancells (1846-1932), eclesiàstic, periodista, poeta i escriptor.
- Eusebi Molera i Bros (1847-1932), enginyer, urbanista i arquitecte.
- Martí Genís i Aguilar (1847-1932), escriptor i farmacèutic.
- Carme Sallés i Barangueras (1848-1911), religiosa i fundadora, proclamada beata.
- Ramon d'Abadal i Calderó (1862-1945), també conegut com a Raimon d'Abadal, polític catalanista conservador de la Lliga Regionalista i un reconegut advocat.
- Narcís Verdaguer i Callís (1862-1918), advocat especialitzat en qüestions comercials i aranzelàries i polític català, cosí germà de Jacint Verdaguer.
- Joan Collell i Cuatrecasas (1864-1921), religiós.
- Marià Serra i Esturí (1867-1931), periodista i canonge de la Catedral de Vic.
- Josep Pratdesaba i Portabella (1870–1967), científic i astrònom que va donar el seu observatori meteorològic particular a la ciutat i que avui és l'observatori oficial de la ciutat.
- Josep Gudiol i Cunill (1872-1931), sacerdot, arqueòleg i historiador de l'art.
- Lluís Romeu i Corominas (1874-1937), prevere, compositor i mestre de capella català.
- Miquel Rovira i Serrabassa (1882–1957), eclesiàstic i músic, deixeble de Lluís Romeu i Corominas
- Manuel Serra i Moret (1884-1963), polític i escriptor, fundador de la Unió Socialista de Catalunya, Conseller de la Generalitat de Catalunya i President del Parlament de Catalunya a l'exili.
- Ramon d'Abadal i de Vinyals (1888-1970), historiador i polític, nebot del també polític Ramon d'Abadal i Calderó.
- Miquel Vilatimó i Costa (1890-1936), filòsof.
- Antoni Vilaplana i Forcada (1893-1944), diplomàtic.
- Jaume Font i Andreu (1894-1963), religiós català que exercí com a bisbe de Zamora i de Sant Sebastià.
- Eduard Junyent i Subirà (1901-1978), sacerdot, historiador i arqueòleg.
- Camil Riera i Canudes (1913-1978), filòsof i teòleg.
- Joan Sunyol i Genís (1922-2014), intel·lectual i escriptor.
- Mª Àngels Anglada i d'Abadal (1930-1999), escriptora.
- Pilar Cabot (1940-2017), poetessa.
- Josep Romeu i Bisbe (1952-2013), mestre, escriptor, activista cultural.
- Joan Grau i Roca (1959-2005), director de teatre.
- Pilarin Bayés (n. 1941), il·lustradora i ninotaire.
- Pep Sala (n. 1960), músic i antic component del grup de rock Sau.
- Ivan Benet (n. 1976), actor.
- Marta Rovira (n. 1977), política d'Esquerra Republicana de Catalunya
- Blanca Bardagil (n. 1988), dramaturga, directora teatral i guionista